# Grand Prix ISU juniores in Cina
Il Grand Prix ISU juniores in Cina è una competizione internazionale di pattinaggio di figura. Si tiene in autunno e fa parte del circuito Grand Prix ISU juniores di pattinaggio di figura. Le medaglie sono assegnate nelle discipline del singolo maschile, singolo femminile, coppie e danza su ghiaccio.

## Vincitori

### Singolo maschile
| Anno        | Luogo   | Oro                                                                | Argento                                                            | Bronzo                                                             |                                                                    |
| 1998        | Pechino | Guo Zhengxin                                                       | Gao Song                                                           | Yu Wang                                                            |                                                                    |
| 2000        | Harbin  | Ma Xiaodong                                                        | Johnny Weir                                                        | Yingdi Ma                                                          |                                                                    |
| 2002        | Pechino | Michail Magerovskij                                                | Rui Yi                                                             | Wu Jialiang                                                        |                                                                    |
| 2004        | Harbin  | Michail Magerovskij                                                | Jamal Othman                                                       | Kazumi Kishimoto                                                   |                                                                    |
| 2010 Finale | Pechino | Richard Dornbush                                                   | Yan Han                                                            | Andrei Rogozine                                                    |                                                                    |
| 2020 Finale | Pechino | La competizione non si è svolta a causa della Pandemia di COVID-19 | La competizione non si è svolta a causa della Pandemia di COVID-19 | La competizione non si è svolta a causa della Pandemia di COVID-19 | La competizione non si è svolta a causa della Pandemia di COVID-19 |
| 2023 Finale | Pechino | Rio Nakata                                                         | Kim Hyun-gyeom                                                     | Adam Hagara                                                        |                                                                    |
| 2024        | Wuxi    | Rio Nakata                                                         | Tian Tonghe                                                        | Yanhao Li                                                          |                                                                    |

### Singolo femminile
| Anno        | Luogo   | Oro                                                                | Argento                                                            | Bronzo                                                             |                                                                    |
| 1998        | Pechino | Yoshie Onda                                                        | Gwenaelle Jullien                                                  | Wang Huan                                                          |                                                                    |
| 2000        | Harbin  | Yukari Nakano                                                      | Marianne Dubuc                                                     | Stephanie Zhang                                                    |                                                                    |
| 2002        | Pechino | Miki Andō                                                          | Beatrisa Liang                                                     | Ye Bin Mok                                                         |                                                                    |
| 2004        | Harbin  | Nana Takeda                                                        | Yuna Kim                                                           | Jessica Dubé                                                       |                                                                    |
| 2010 Finale | Pechino | Adelina Sotnikova                                                  | Elizaveta Tuktamyševa                                              | Li Zijun                                                           |                                                                    |
| 2020 Finale | Pechino | La competizione non si è svolta a causa della Pandemia di COVID-19 | La competizione non si è svolta a causa della Pandemia di COVID-19 | La competizione non si è svolta a causa della Pandemia di COVID-19 | La competizione non si è svolta a causa della Pandemia di COVID-19 |
| 2023 Finale | Pechino | Mao Shimada                                                        | Shin Ji-a                                                          | Rena Uezono                                                        |                                                                    |
| 2024        | Wuxi    | Ami Nakai                                                          | Kim Yu-seong                                                       | Wang Yihan                                                         |                                                                    |

### Coppie
| Anno        | Luogo   | Oro                                                                | Argento                                                            | Bronzo                                                             |                                                                    |
| 1998        | Pechino | Zhang Xiaodan / Zhang Hao                                          | Milica Brozović / Anton Nimenko                                    | Anna Kaverzina / Vitalij Dubina                                    |                                                                    |
| 2000        | Harbin  | Zhang Dan / Zhang Hao                                              | Ding Yang / Ren Zhongfei                                           | Juko Kavaguti / Aleksandr Markuncov                                |                                                                    |
| 2002        | Pechino | Zhang Dan / Zhang Hao                                              | Tiffany Vise / Laureano Ibarra                                     | Tat'jana Kokoreva / Egor Golovkin                                  |                                                                    |
| 2004        | Harbin  | Marija Muchortova / Maksim Tran'kov                                | Jessica Dubé / Bryce Davison                                       | Elena Efaeva / Aleksej Menšikov                                    |                                                                    |
| 2010 Finale | Pechino | Narumi Takahashi / Mervin Tran                                     | Ksenija Stolbova / Fëdor Klimov                                    | Yu Xiaoyu / Jin Yang                                               |                                                                    |
| 2020 Finale | Pechino | La competizione non si è svolta a causa della Pandemia di COVID-19 | La competizione non si è svolta a causa della Pandemia di COVID-19 | La competizione non si è svolta a causa della Pandemia di COVID-19 | La competizione non si è svolta a causa della Pandemia di COVID-19 |
| 2023 Finale | Pechino | Anastasiia Metelkina / Luka Berulava                               | Ava Kemp / Yohnathan Elizarov                                      | Jazmine Desrochers / Kieran Thrasher                               |                                                                    |

### Danza su ghiaccio
| Anno        | Luogo   | Oro                                                                | Argento                                                            | Bronzo                                                             |                                                                    |
| 1998        | Pechino | Flavia Ottaviani / Massimo Scali                                   | Melissa Gregory / James Shufford                                   | Nelly Gourvest / Cedric Pernet                                     |                                                                    |
| 2000        | Harbin  | Kendra Goodwin / Chris Obzansky                                    | Nathalie Péchalat / Fabian Bourzat                                 | Catherine Perreault / Charles A. Perreault                         |                                                                    |
| 2002        | Pechino | Christina Beier / William Beier                                    | Ekaterina Rublëva / Ivan Šefer                                     | Loren Galler-Rabinowitz / David Mitchell                           |                                                                    |
| 2004        | Harbin  | Tessa Virtue / Scott Moir                                          | Natal'ja Michajlova / Arkadij Sergeev                              | Trina Pratt / Todd Gilles                                          |                                                                    |
| 2010 Finale | Pechino | Ksenija Mon'ko / Kirill Chaljavin                                  | Viktorija Sinicina / Ruslan Žiganšin                               | Aleksandra Stepanova / Ivan Bukin                                  |                                                                    |
| 2020 Finale | Pechino | La competizione non si è svolta a causa della Pandemia di COVID-19 | La competizione non si è svolta a causa della Pandemia di COVID-19 | La competizione non si è svolta a causa della Pandemia di COVID-19 | La competizione non si è svolta a causa della Pandemia di COVID-19 |
| 2023 Finale | Pechino | Leah Neset / Artem Markelov                                        | Elizabeth Tkachenko / Alexei Kiliakov                              | Darya Grimm / Michail Savitskiy                                    |                                                                    |
| 2024        | Wuxi    | Elliana Peal / Ethan Peal                                          | Ambre Perrier Gianesini / Samuel Blanc Klaperman                   | Chloe Nguyen / Brendan Giang                                       |                                                                    |